# Tanah Patah
Tanah Patah is een bestuurslaag in het regentschap Bengkulu van de provincie Bengkulu, Indonesië. Tanah Patah telt 7116 inwoners (volkstelling 2010).